# 関根綾佳
関根 綾佳（せきね あやか、1983年11月16日 - ）は、埼玉県出身のアイドル、ファッションモデル、タレント。BESIDE所属。
身長160cm、スリーサイズはB80 W55 H83。趣味はストレッチ、ショッピング。特技は水泳、ラクロス。

## 出演作品

### テレビ
- ごくせん2（2005年・日本テレビ）第4話・女子高生役
- 懸賞生活（2005年・テレビ東京）
- けものみち（2006年・テレビ朝日）最終話・雑誌モデル役
- 翼の折れた天使たち・スロット（2006年・フジテレビ）
- 結婚できない男（2006年・関西テレビ）最終話出演
- マイ☆ボス マイ☆ヒーロー（2006年・日本テレビ）第5話・ホステス役

### 雑誌
- Cawaii!（2001年～2004年・主婦の友社）
- スーパーヘアー2003（2003年・双葉社）

### その他
- フリーペーパー「LIFE UP」
- フジカラー・店頭用スチルモデル
- LIZ LISA・LIZ LISA CRUショップモデル（2002年～）
- 森永製菓・ウイダーガール（2004年～2006年）
- カラーコンタクト・モデル（2005年）